# Gråbukig glasögonfågel
Gråbukig glasögonfågel (Zosterops citrinella) är en fågel i familjen glasögonfåglar inom ordningen tättingar.

## Utseende och läte
Gråbukig glasögonfågel är en liten tätting med lysnade gul ovansida och tydlig vit ring kring ögat. De flesta bestånd har grå undersida, medan unicus på öarna Sumbawa och Flores är gula på buken. Jämfört med andra glasögonfåglar i dess utbredningsområde utmärker sig arten genom gul rygg och mörkt öga. Sången är gladlynt och kvittrande, men lätt att förbise. Vanligaste lätet är ett något varierande ljust och fallande "djee".

## Utbredning och systematik
Gråbukig glasögonfågel förekommer i Australien och i Indonesien i subtropiska och tropiska låglandsskogar samt subtropiska och tropiska mangroveskogar. Den delas numera in i fyra underarter:
- Zosterops citrinella citrinella – förekommer i Små Sundaöarna (Timor, Roti, Sawu och Sumba)
- Zosterops citrinella albiventris – förekommer på ett antal öar i östra Små Sundaöarna, Tanimbaröarna, Torres sund och utanför nordöstra Australien
- Zosterops citrinella harterti – förekommer på öarna Lembata Alor (Små Sundaöarna)
- Zosterops citrinella unicus – förekommer  på Sumbawa och Flores

Underarten unicus fördes tidigare till indisk glasögonfågel (Z. palpebrosus) och vissa gör det fortfarande. DNA-studier visar dock att taxonet är nära släkt med gråbukig glasögonfågel.

## Levnadssätt
Gråbrukig glasögonfågel hittas i en lång rad olika skogsmiljöer, alltifrån kustnära buskmarker och mangroveskogar till skogsområden inåt land och skogsbryn. Den ses födosöka aktivt i små till medelstora flockar. På små öar kan den vara rätt så vanlig.

## Status och hot
Arten har ett stort utbredningsområde, men tros minska i antal, dock inte tillräckligt kraftigt för att den ska betraktas som hotad. Internationella naturvårdsunionen IUCN listar arten som livskraftig (LC).

## Namn
Fågeln har även kallats blek glasögonfågel på svenska.